# Cuộc đấu của Ender
Cuộc đấu của Ender (tựa gốc: Ender's Game) là một bộ phim hành động khoa học viễn tưởng quân sự của Mỹ năm 2013 dựa trên tiểu thuyết Trò chơi của Ender của nhà văn Orson Scott Card. Do Gavin Hood đạo diễn và viết kịch bản, diễn viên Asa Butterfield thủ vai Andrew "Ender" Wiggin, một đứa trẻ có năng khiếu bất thường được gửi tới một học viện quân sự tiên tiến ngoài không gian để chuẩn bị cho một cuộc xâm lược của người ngoài hành tinh trong tương lai gần. Dàn diễn viên phụ gồm Harrison Ford, Hailee Steinfeld, Viola Davis với Abigail Breslin và Ben Kingsley. Phim được công chiếu tại Đức vào ngày 24 tháng 10 năm 2013, sau đó là tại Anh quốc sau 1 ngày.